# Dick Schnittker
Richard D. « Dick » Schnittker, né le 27 mai 1928, à Kelleys Island (Ohio), et mort le 12 janvier 2020est un ancien joueur américain de basket-ball. Il évolue durant sa carrière au poste d'ailier fort.

## Palmarès
- Champion NBA 1953, 1954